# Merenius proximus quadrimaculatus
Merenius proximus quadrimaculatus là một phân loài nhện trong họ Corinnidae.
Loài này thuộc chi Merenius. Merenius proximus quadrimaculatus được Roger de Lessert miêu tả năm 1946.